# Eurya muricata
Eurya muricata là một loài thực vật có hoa trong họ Pentaphylacaceae. Loài này được Dunn mô tả khoa học đầu tiên năm 1910.